# Ford T

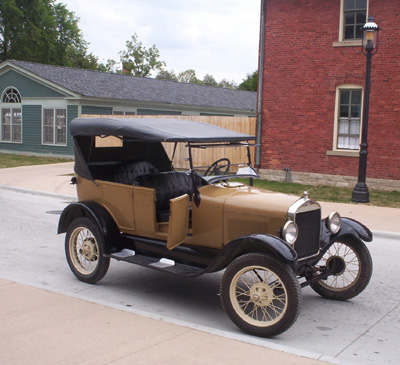
Ford T

El Ford Model T va ser un automòbil produït per la companyia Ford Motor Company de Henry Ford des de 1908 a 1927. Aquest model va ser el primer automòbil de la història que es va fabricar en massa amb la cadena de muntatge. La introducció d'aquesta tècnica a la fabricació del Ford T va donar lloc a una revolució coneguda com El Cas Ford, on indústria i automobilisme entre molts altres àmbits van veure's afectats per les conseqüències d'aquest històric fet. Una de les conseqüències que van tenir El Cas Ford i el Ford T va ser la popularització de l'adquisició dels cotxes, el concepte del cotxe popular. En total es van fabricar més de 15.000.000 de Ford T.
El Ford T va ser dissenyat per Henry Ford, i va veure la llum l'1 d'octubre de 1908, amb un motor de quatre cilindres i tan sols 20 cv de potència assolint una velocitat màxima de 71 km/h, amb un pes de 1200 quilos i consumint un litre de benzina cada 5 km.
El model T incloïa novetats que altres vehicles de la competència no oferien com el volant situat al costat esquerre, de gran utilitat per a facilitar l'entrada i sortida dels ocupants i altres avanços tècnics com el conjunt del bloc motor, amb càrter i cigonyal en un sol, utilitzant un aliatge lleuger i resistent d'acer de vanadi.
Aquest model es va caracteritzar per ser molt espartà, característica pròpia dels vehicles de Henry Ford i la seva política de producció: la cadena de muntatge, gràcies a la qual va poder rebaixar el preu inicial de 850 dòlars fins als 260, convertint-lo en el model favorit de la societat treballadora industrial.

## Història

### Henry Ford i la seva producció massiva: un cotxe anomenat «T»

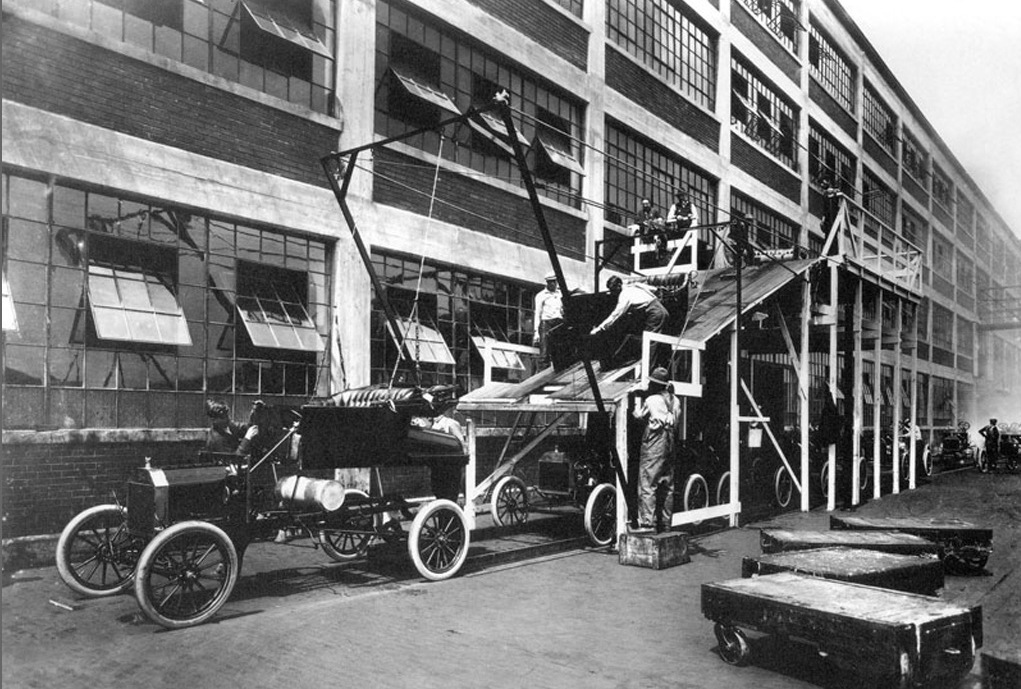
Producció en cadena del «Ford Model T». Amb aquest model de vehicle, Henry Ford va popularitzar la producció en cadena fins a l'actualitat.

Henry Ford va asseure moltes de les bases del futur de l'automòbil quan va decidir aplicar les teories de Taylor sobre la perfecta combinació d'home i màquina a la nova indústria de les quatre rodes. El resultat s'anomenaria el Ford T.
«Vaig a construir un cotxe per al poble, l'automòbil universal», va proclamar Henry Ford en 1906. No tenia un objectiu filantròpic; el que buscava era augmentar la seva clientela al màxim.

### De la cadena de muntatge al seu salt a la fama
Si bé la cadena de muntatge va ser durant molts anys, un invent atribuït a Henry Ford, la realitat indica que el primer registre que es té d'un automòbil fabricat mitjançant aquest sistema, data de l'any 1901, producte d'una idea de l'industrial Ransom Olds. No obstant això, la seva producció no era la suficient com per a la idea que tenia Ford de popularitzar l'automòbil. Va ser així que decidiria millorar la cadena de muntatge inspirant-se en una fàbrica de fusells i basant-se sovint en la improvisació, per augmentar la capacitat productiva d'aquest sistema. Aquesta alternativa, va portar com a conseqüència l'errònia atribució final de l'invent a Henry Ford, en lloc de Ransom Olds.
El T es va construir sobre aquests principis i, a més, Henry Ford es va avançar als seus rivals establint molt ràpid una gran xarxa de concessionaris. Un preu assequible i una producció massiva durant un període de gairebé 20 anys van fer d'aquest revolucionari model un símbol de les grans sèries. Fins i tot la incipient indústria del cinema es va ensenyorir d'ell, i el T es va convertir en vedette de persecucions inenarrables en les pel·lícules còmiques del cinema mut. Ha estat vist fins i tot partit per la meitat per una serra que passava enmig dels seus dos ocupants: el prim i el gras.

### El seu desenvolupament
Com es venia anteriorment esmentant, el Ford T va ser dissenyat per Henry Ford, es va iniciar la seva producció el 12 d'agost de 1908, va sortir de la fàbrica el 27 de setembre de 1908 i va veure la llum pública l'1 d'octubre de 1908. Amb el seu motor de quatre cilindres i tan sols 20 CV de potència, aconseguia la velocitat màxima de 71 km/h, amb un pes contingut per a la seva època de 540 kg; consumia un litre de gasolina cada 5 km.
Gràcies a la revolució dels models anteriors, especialment el N i els seus derivats R i S, Ford es va convertir en el primer fabricador americà des d'abans de 1910. No és que fos revolucionari, però tenia característiques interessants per a l'època. El motor tenia una culata desmuntable; la biela era d'acer de vanadi, més resistent. L'enllumenat funcionava amb un volant magnètic; l'adreça estava a l'esquerra, una iniciativa que crearia escola. La caixa del canvi d'engranatges planetaris solament comptava amb dues velocitats i es canviava amb el peu, concretament amb el pedal de l'embragatge; a la meitat del recorregut estava el «punt mort», trepitjant a fons era la primera i, deixant anar una mica, la segona.

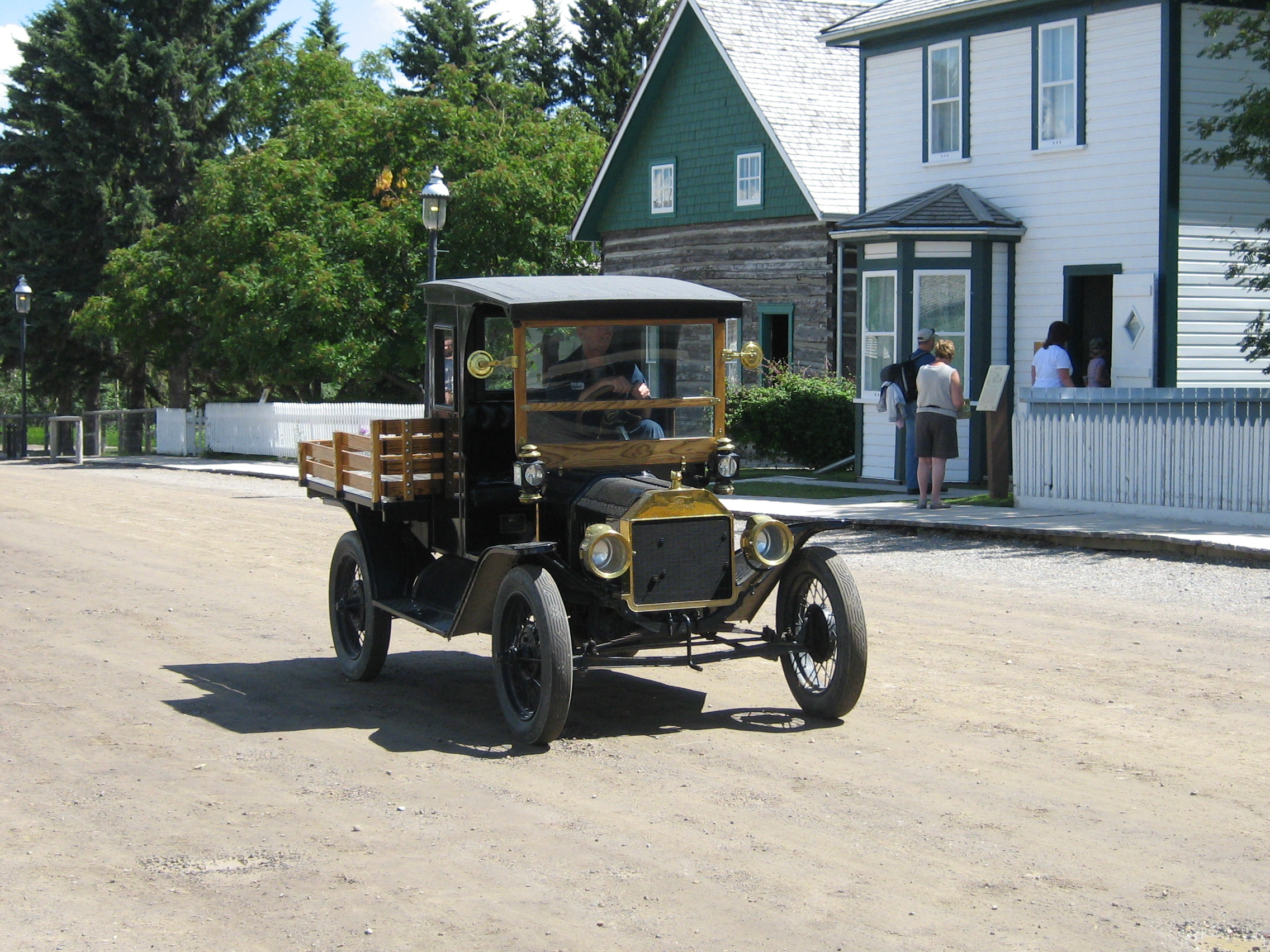
Camioneta Pickup Ford T.

El motor, de 2.9 litres, solament rendia 20 cavalls de potència màxima, però el parell motor que proporcionava era alt, la qual cosa li atorgava una bona elasticitat a l'hora de moure's. Es van preveure cinc versions en el seu llançament: descapotable amb capota, i de dos a set places, però encara sense portes. Al principi es van proposar tres colors; a partir de 1914, solament un, el negre. Els preus anaven de 800 a 1.000 dòlars. La producció diària d'aquest model T va passar ràpidament a mil unitats i aviat es quadruplicava. L'esclat de la Primera Guerra Mundial va provocar que aquestes elevades xifres baixessin notablement, però van tornar a remuntar encara amb més força per batre un rècord en 1923; més de 1.800.000 unitats, la qual cosa suposava un terç de la producció mundial en aquesta època.
El vehicle comptava amb una gran versatilitat. Amb rodes de grans tacs, el Ford T podia exercir treballs agrícoles i les rodes metàl·liques li permetien circular pels rails del ferrocarril. En total, es van produir uns 15 milions d'unitats.
Aquest model es va utilitzar a Mèxic com a vehicle per a policies.
El model T incloïa novetats que altres vehicles de la competència no oferien com el volant situat en el costat esquerre, de gran utilitat per a l'entrada i sortida dels ocupants. També incorporava grans avançaments tècnics com el conjunt bloc del motor, càrter i cigonyal en una sola unitat, utilitzant per a això un aliatge lleuger i resistent d'acer de vanadi. La seva transmissió per tub d'embranzida i suspensió per eix rígid amb ballestó transversal van fer de la seva robustesa i capacitat d'adaptació a qualsevol entorn una llegenda, mantenint Ford algunes de les seves característiques fins a passada la Segona Guerra Mundial.
Existeix una història en la qual es fa referència a Pancho Vila, segons la qual, quan Pancho Vila viatjava juntament amb els seus guàrdies en un Ford T, a causa que els seus braços i les seves cames sobresortien per totes adreces es deia que el vehicle semblava una panerola. Per això, alguns versos de la cançó «La panerola» fan referència a la colla i al vehicle de Pancho Vila.

### Comoditat i un preu accessible
Aquest model es va caracteritzar per ser molt espartà, característiques pròpies dels vehicles de Henry Ford i la seva política de producció: la cadena de muntatge, gràcies a la qual va poder rebaixar el seu preu inicial de 850 dòlars americans fins a un preu irresistible de 360 dòlars americans que va convertir a aquest model en el favorit d'una societat treballadora industrial.

## Presència global

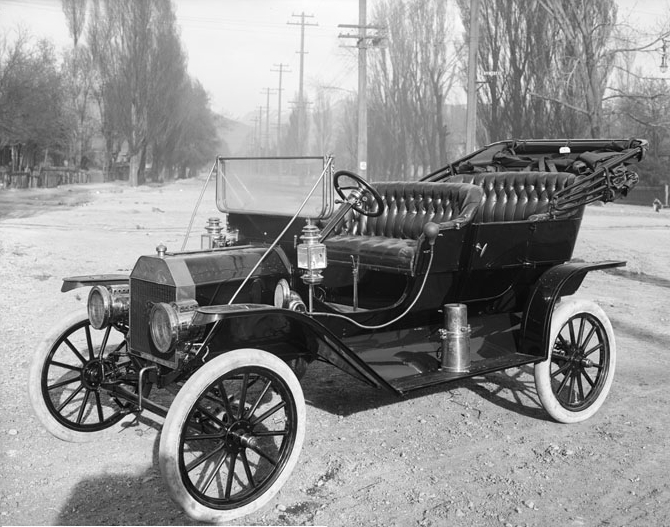
El Ford T va ser molt popular en els camps per resistir els toscs camins rurals. Model T de 1910.

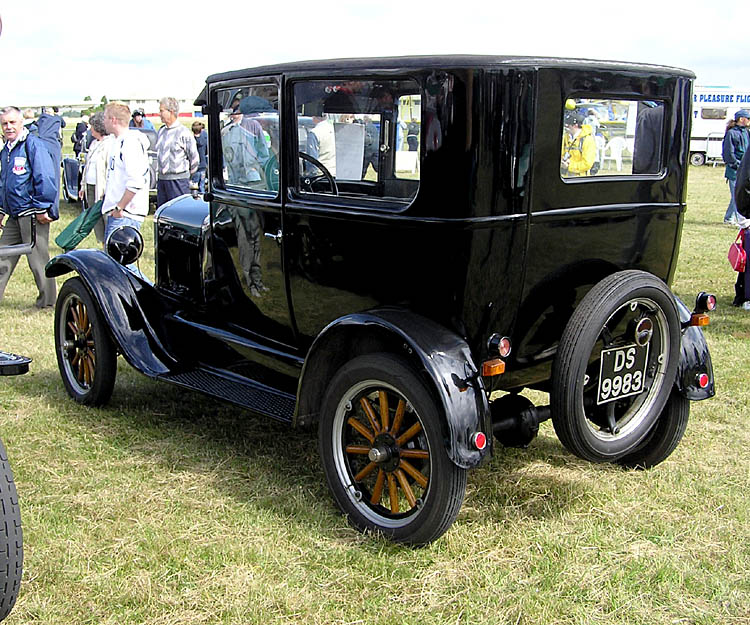
Model T de 1925.

El model T va ser el primer cotxe global de la indústria. L'any 1921, gairebé el 57 % de la producció mundial d'automotores li corresponia al Ford T, que ho fabricaven a diversos països i es venia en els cinc continents a través de sucursals autoritzades, en diferents versions i alternatives d'ús.
Encara que Ford va aconseguir estatus internacional en 1904 amb la fundació de Ford de Canadà, va anar en 1911 quan la companyia va començar a ampliar-se ràpidament en ultramar, amb l'obertura de plantes d'assemblatge en Anglaterra, Argentina (1912) i França, Cadis (Espanya) en 1920, seguida per Dinamarca (1923), Alemanya (1925), Àustria (1925), i també a Sud-àfrica (1924) i Austràlia (1925) com a filials de Ford de Canadà a causa de les tarifes preferencials dels països de la mancomunitat de nacions a la qual pertanyien.
A finals de 1913 Ford Motor Co. es decideix instal·lar a Buenos Aires la primera sucursal llatinoamericana i la segona al món després de la d'Anglaterra. En 1917 i després d'haver comercialitzat més de 3.500 vehicles comença la importació d'actuacions desarmades per ser muntats a Buenos Aires.
En 1925 s'inaugura la primera planta Ford de Llatinoamèrica a l'Argentina, i es comença la manufactura del Ford model T. En 1927 es produeix el Ford «T» número 100.000. A finals d'aquest any es presenta el Ford «A», successor del model «T» la producció de la qual finalitza als Estats Units després de produir-se 15.007.033 unitats, quantitat superada pel Volkswagen Escarabat el 17 de febrer de 1972.

## Transmissió
El model T tenia tracció a les rodes posteriors. La caixa de canvis era del tipus d'engranatges planetaris, amb dues velocitats endavant i una marxa enrere.
Els canvis de velocitat es feien amb tres pedals i una palanca situada a l'esquerra del conductor. El volant anava a l'esquerra.
L'accelerador consistia en una palanca ubicada al volant.
- Els canvis de velocitat implicaven accions poc habituals.[11]

El pedal esquerre servia per a connectar la marxa. Amb el fre de mà en posició intermèdia o tot cap endavant, i el pedal esquerre pitjat de forma sostinguda, hom seleccionava la primera velocitat endavant.
- Si la palanca de fre es mantenia en la posició intermèdia el cotxe quedava en punt mort. També quedava en punt mort si la palanca de l'esquerra es posava vertical.
- Si la palanca de l'esquerra es movia cap endavant i el conductor deixava de pitjar el pedal esquerre, s'engranava la segona velocitat (sempre que el fre de mà estigués "tot endavant").
- En segona velocitat el cotxe es desplaçava sense que el conductor hagués de pitjar cap pedal.
- No hi havia cap pedal d'embragatge (com els actuals).
- El pedal del mig s'usava per a introduir la marxa enrere.
- El pedal de la dreta accionava el "fre motor".
- La palanca de l'esquerra, a més d'actuar sobre la transmissió, servia com a fre de mà (fre d'estacionament) situant-la tota cap enrere. També servia de fre d'emergència.

## Llegat i actualitat
En la novel·la de ciència-ficció de Aldous Huxley, Un món feliç, és presa la primera data de fabricació (1908) per indicar el començament de l'era «fordiana», ja que la producció en cadena dels automòbils Ford T s'assembla a la forma de produir éssers humans que es mostra a la novel·la.
El Ford T es va convertir en estrella popular de les pel·lícules còmiques del cinema mut, fent de gala de persecucions policíaques a les mans de còmics com Laurel i Hardy i fins i tot en pel·lícules de Charles Chaplin.
Un segle després que comencés la seva fabricació, s'estimava que entre 50.000 i 60.000 Ford T encara seguien en condicions de circulació.
En 1999 va ser triat Cotxe del Segle per periodistes especialitzats en el motor, experts i aficionats internautes als vehicles, per davant del Mini, el Citroën DS, el Volkswagen Escarabat, i el Porsche 911.
En 2007 va derrotar a un Hummer H2 de més de 300 cavalls en un ascens a un pujol de 144 m.
Durant les celebracions del centenari, en la trobada de Richmond, Virginia, van participar uns 750 automòbils. També va haver-hi trobades en altres llocs, com Argentina, Xile, i Uruguai.
Així mateix en algunes ocasions ha estat un llenç ideal pel tuning ja que la seva carrosseria ha estat utilitzada en projectes d'automòbils amb estil Hot-Rod T Bucket entre d'altres estils concernents a models clàssics.

## Detalls del Ford Model T (1914)

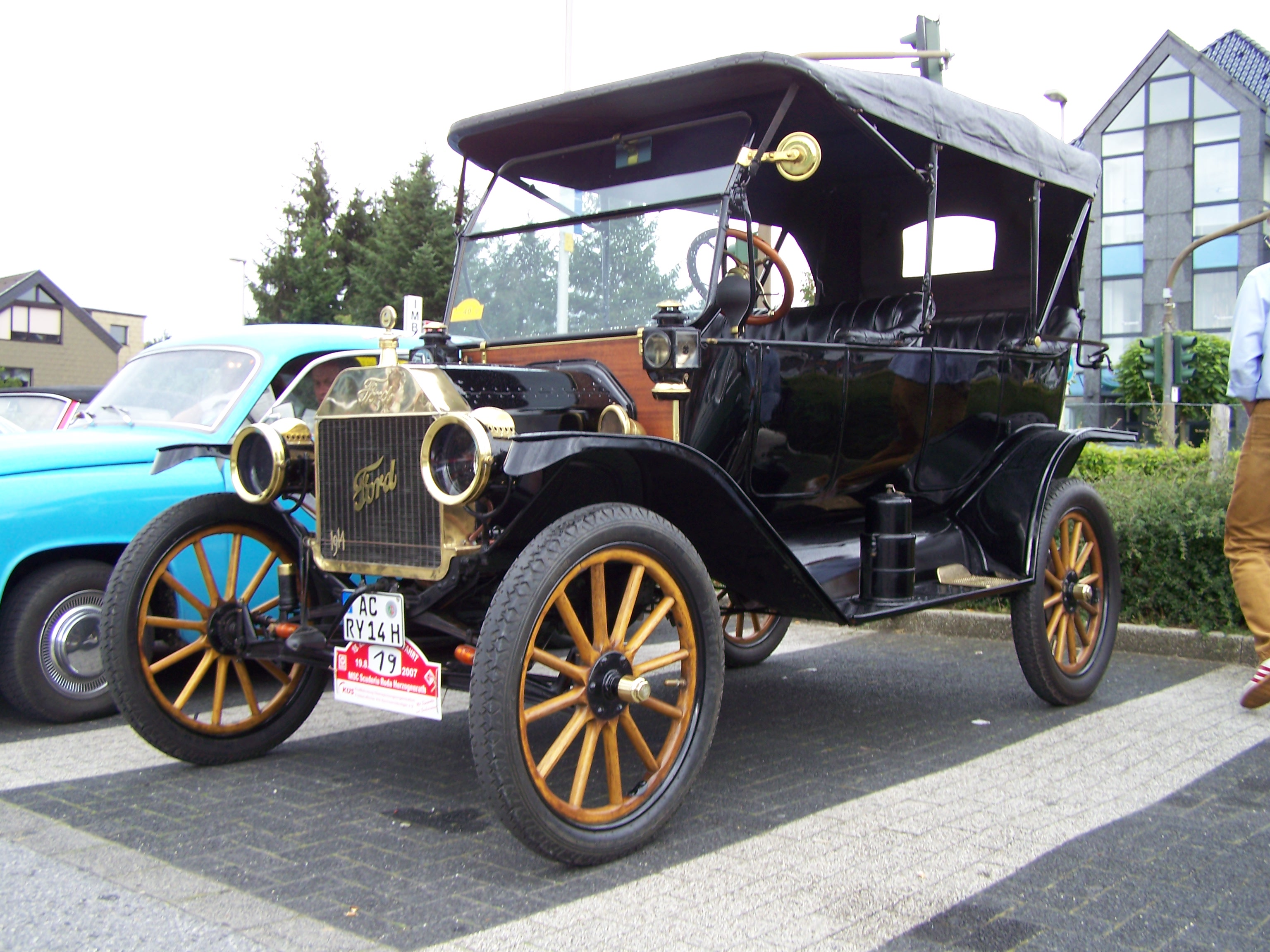
Ford Model T (1914)
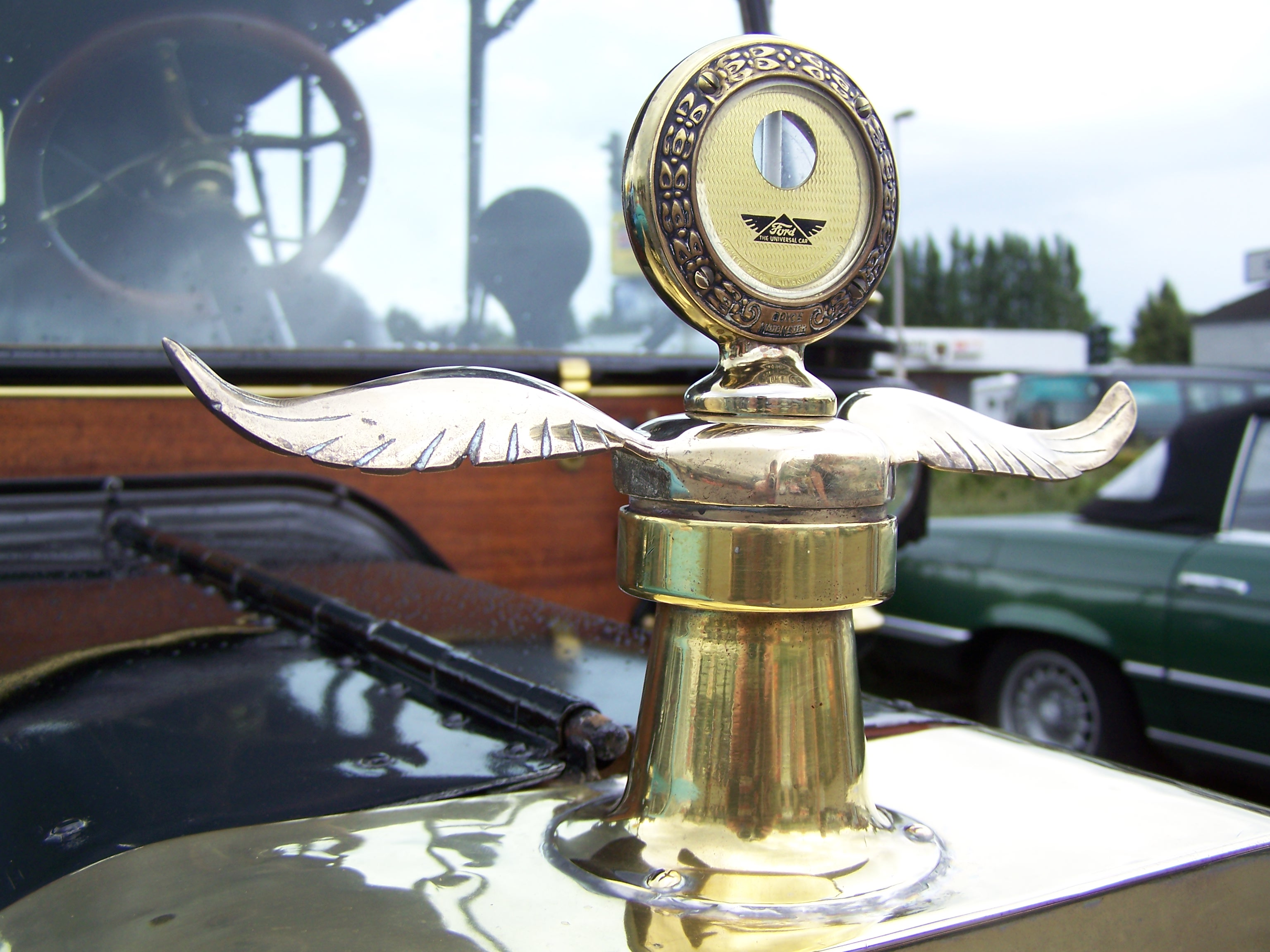
Figura del radiador
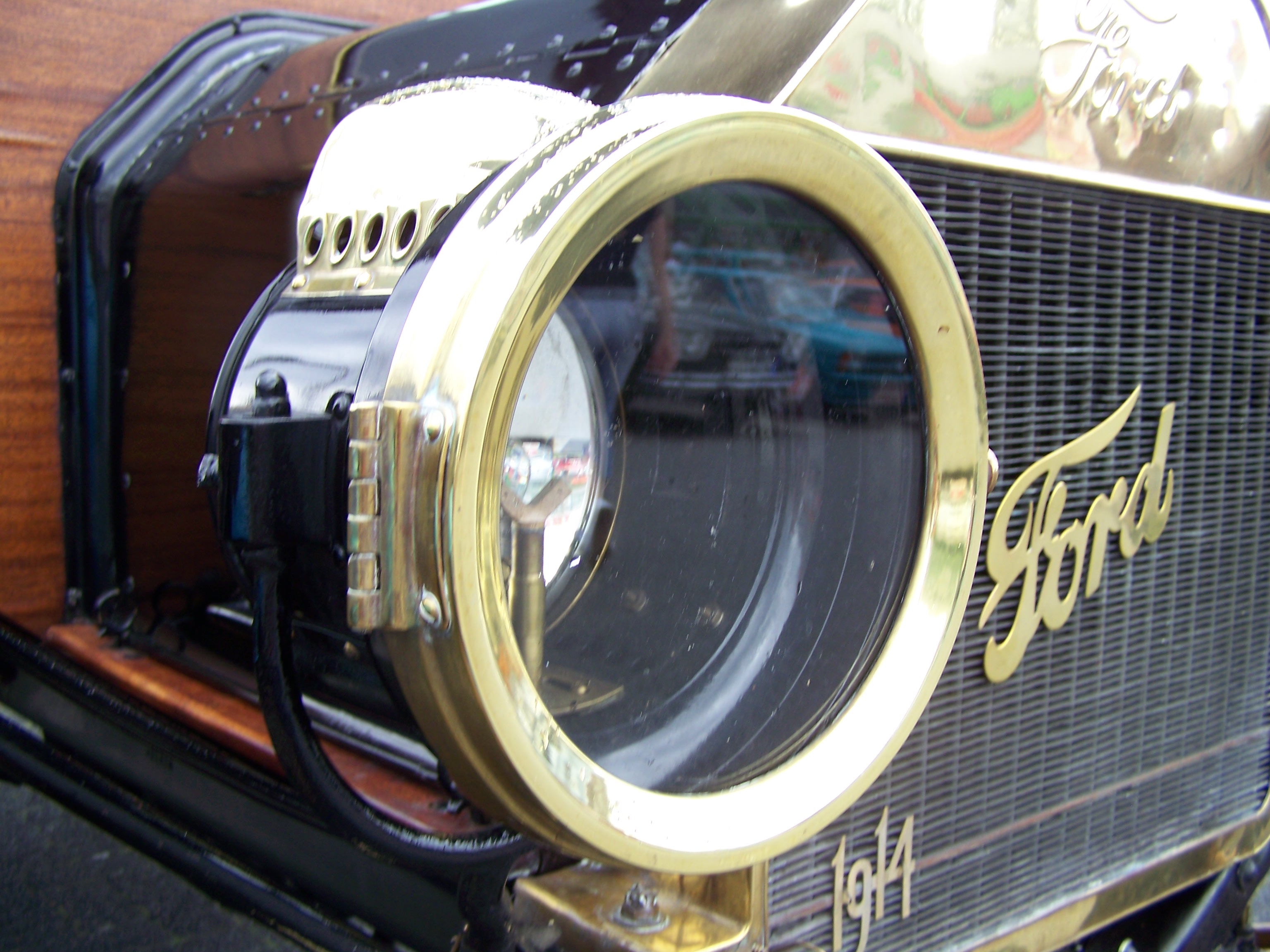
Focus
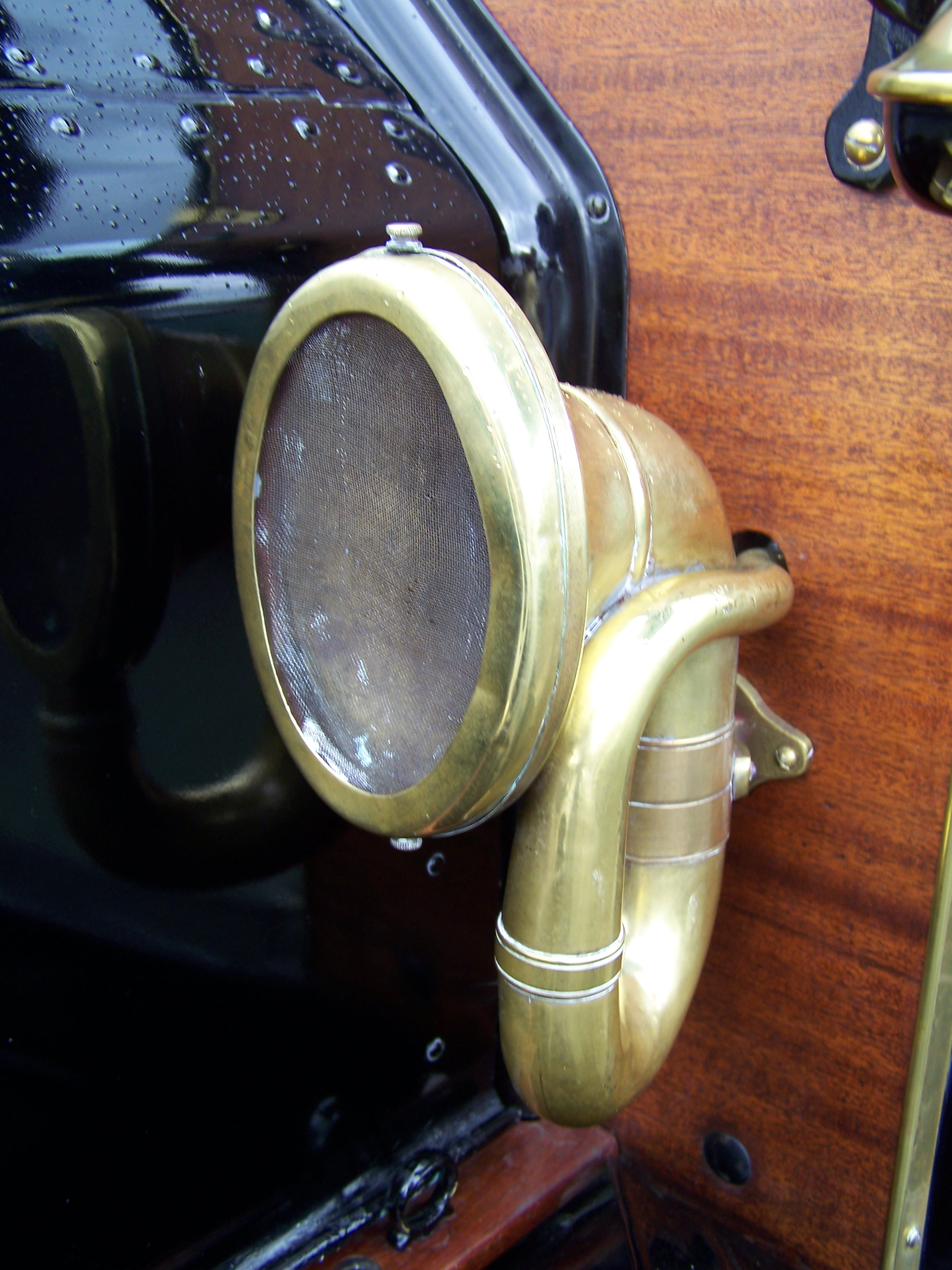
Botzina
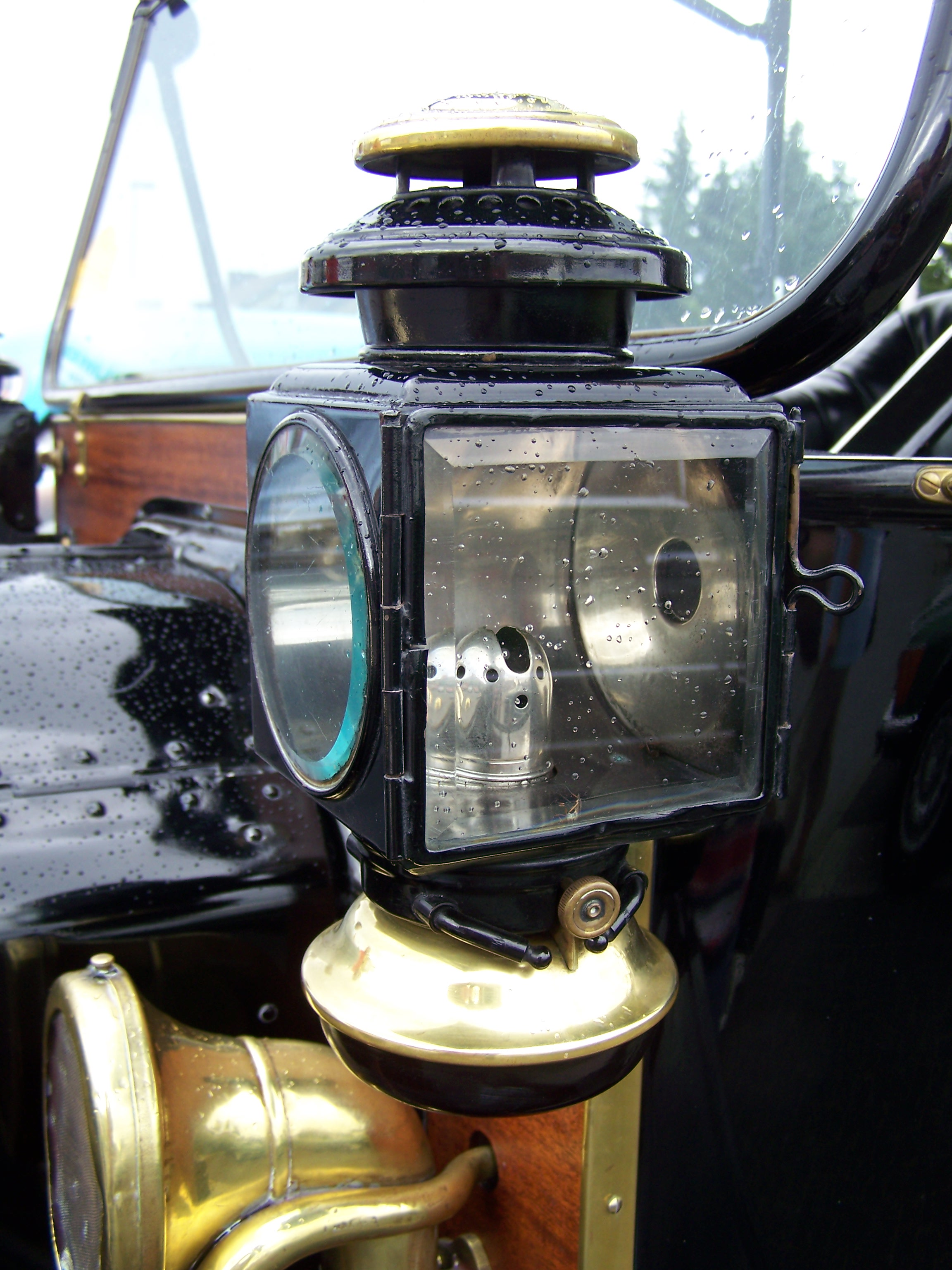
Fars
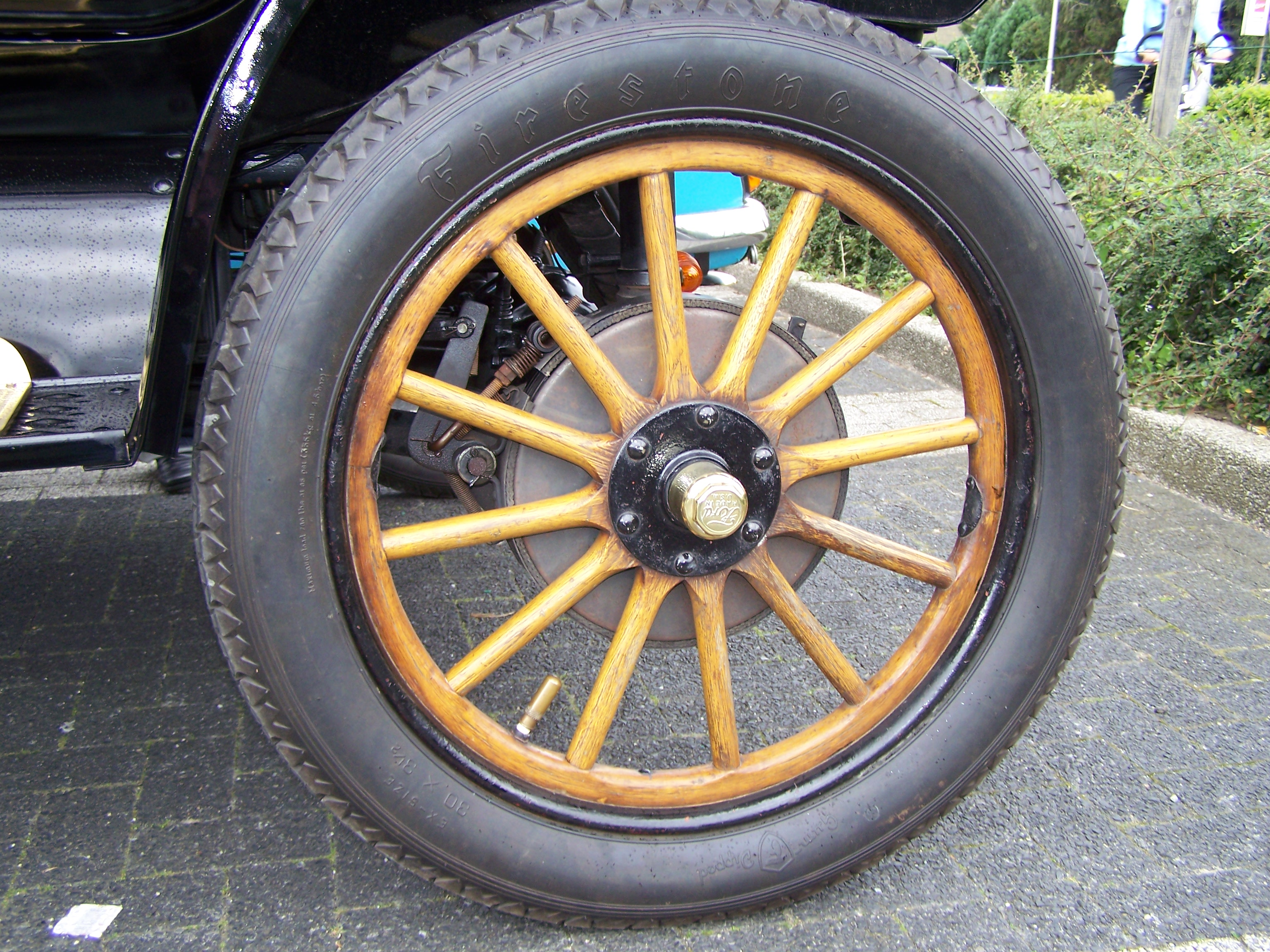
Rodes de fusta tipus artilleria de 21
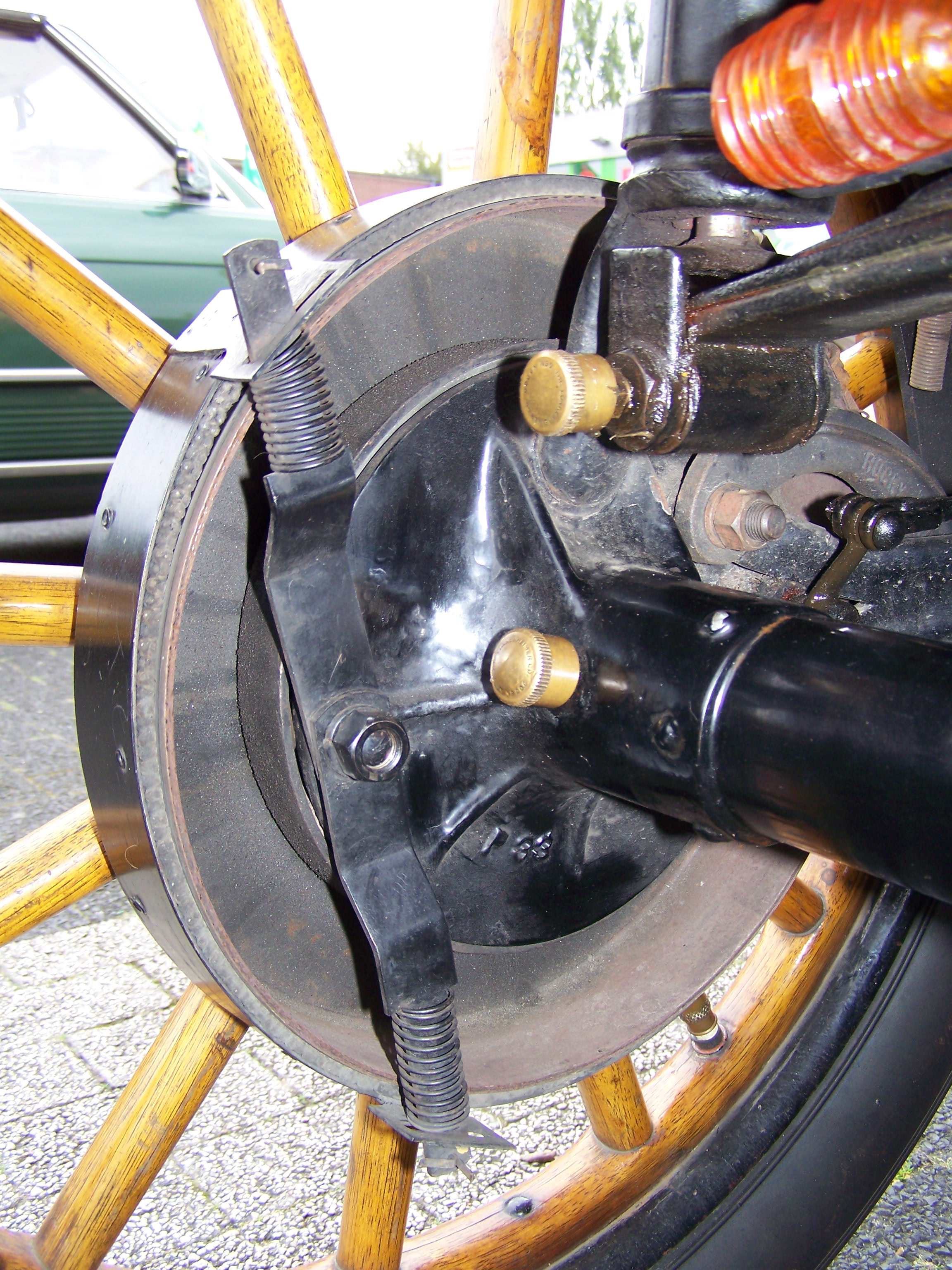
Frens de banda
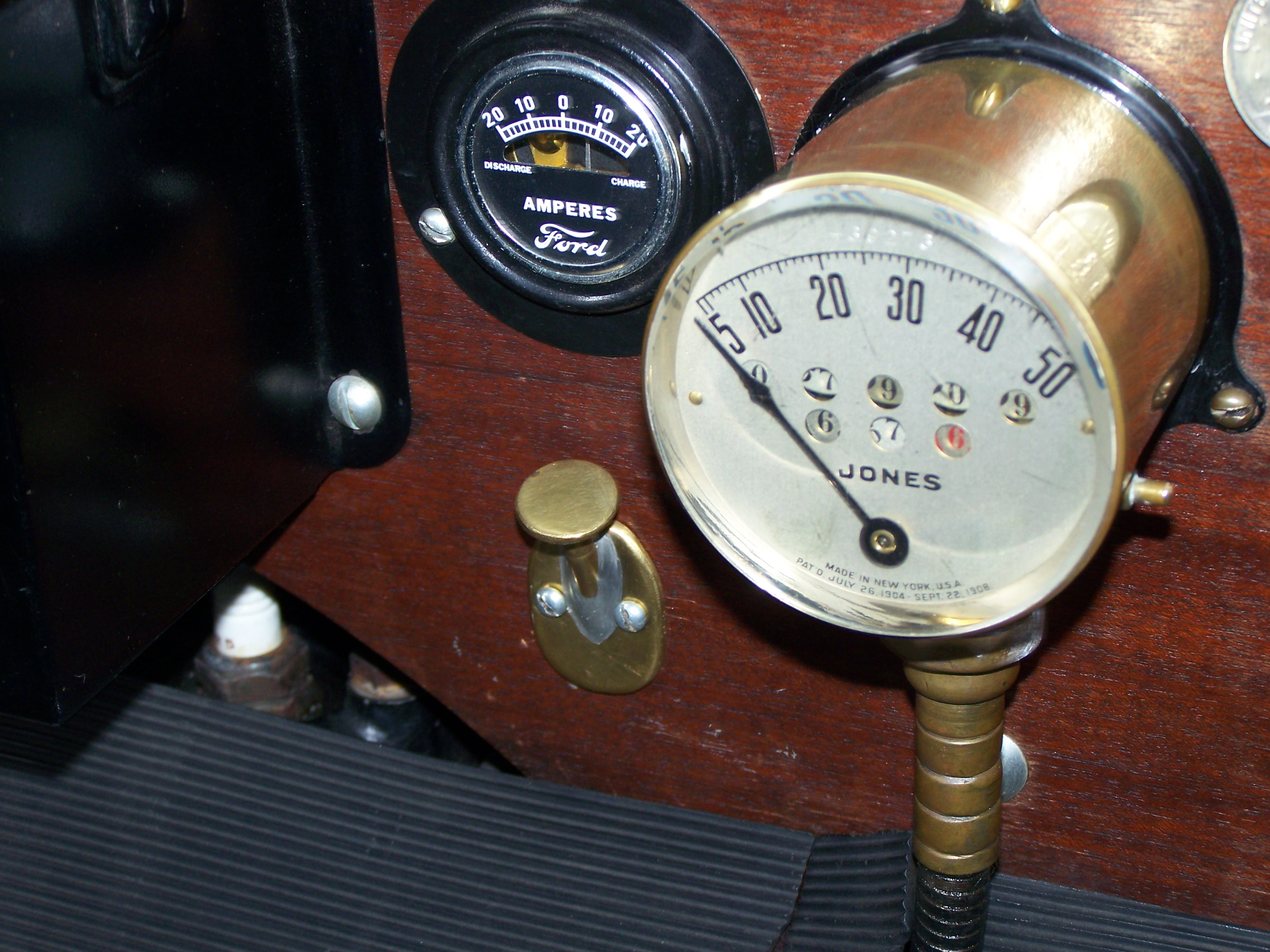
Tacòmetre i rellotge indicador de càrrega de la bateria